# Istarawszan

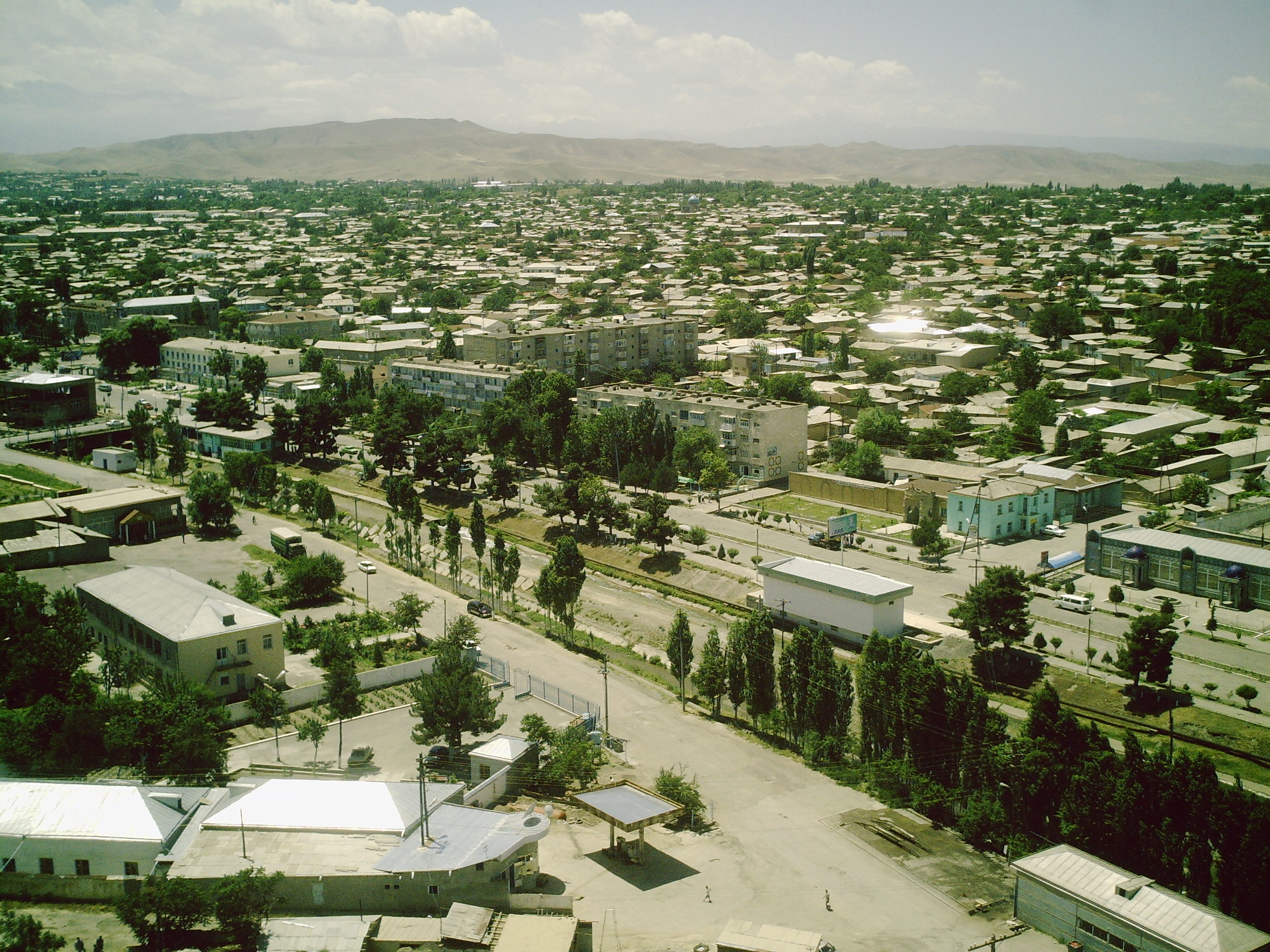
Widok na miasto

Istarawszan (do 2001 Ura-Tiube) – miasto w Tadżykistanie (wilajet sogdyjski); na północnym przedgórzu Gór Turkiestańskich; 56,3 tys. mieszkańców (2008). Przemysł spożywczy, wełniany, dziewiarski; muzeum; meczet (XVI, XVII wiek, przebudowany na madrasę); meczet mauzoleum (XVI wiek), zespół kultowy z mauzoleum i meczetem (XVIII, XIX wiek). Piąte co do wielkości miasto kraju.